# امپایر بی، نیو ساوت ولز
امپایر بی (به انگلیسی: Empire Bay) یک حومه شهر در استرالیا است که در نیو ساوت ولز واقع شده‌است.

## تاریخچه
فروشگاه اصلی امپایر بی از سال ۱۹۱۰ تا ۱۹۱۲ ساخته شد.